# Neocoenorrhinus interpunctatus
Neocoenorrhinus interpunctatus – gatunek chrząszcza z rodziny tutkarzowatych. Zamieszkuje Palearktykę od Półwyspu Iberyjskiego po Syberię. Żeruje na dębach.

## Taksonomia
Gatunek ten opisany został po raz pierwszy w 1831 roku przez Jamesa Francisa Stephensa pod nazwą Rhynchites interpunctatus.

## Morfologia
Chrząszcz o krępym ciele długości od 2,3 do 3,8 mm. Ubarwienie ma miedziane, brązowozielone lub ciemnoniebieskie, zawsze z metalicznym połyskiem; czasem wierzch ciała jest dwubarwny – głowa i przedplecze są brązowozielone, a pokrywy ciemnoniebieskie. Owłosienie wierzchu ciała jest ciemne, na pokrywach bardzo długie i sterczące.
Ryjek jest cienki i ma bardzo dobrze wykształcone żeberko podłużne przez środek grzbietu. U samca ryjek jest tak długi jak przedplecze i ma czułki umieszczone niemal w połowie długości. U samicy ryjek jest niewiele krótszy niż głowa i przedplecze razem wzięte, a czułki osadzone są przed jego środkiem. Głowa ma punktowanie czoła i ciemienia mocniejsze niż to na przedpleczu. Oczy u samicy są słabo wysklepione, u samca zaś mocno wyłupiaste.
Tułów ma słabo wypukłe przedplecze o gęstym, drobnym i równomiernym punktowaniu. Pokrywy są krótkie, rzędy mają płytko punktowane, a dziewiąty z nich łączy się z dziesiątym za środkiem długości pokrywy. Międzyrzędy są szerokie, spłaszczone i zaopatrzone w szereg punktów każdy.

## Ekologia i występowanie
Owad ten jest foliofagiem dębów. Owady dorosłe aktywne są od kwietnia do lipca i żerują na liściach i pąkach rośliny pokarmowej. Samice składają jaja do ogonków liściowych lub głównych nerwów liści.
Gatunek palearktyczny. W Europie znany jest z Hiszpanii, Wielkiej Brytanii, Francji, Belgii, Niemiec, Szwajcarii, Austrii, Włoch, Danii, Szwecji, Polski, Czech, Słowacji, Węgier, Ukrainy, Bułgarii, Słowenii, Chorwacji oraz europejskich części Rosji i Turcji. W Afryce Północnej zasiedla Algierię, w Azji zaś Kaukaz i Syberię.
W Polsce jest owadem rzadkim, znanym z nielicznych stanowisk. Na „Czerwonej liście chrząszczy województwa śląskiego” umieszczony jest jako zagrożony gatunek najmniejszej troski (LC). Z kolei na „Czerwonej liście gatunków zagrożonych Republiki Czeskiej” umieszczony został ze statusem bliskiego zagrożenia wymarciem (NT).